# انتون موخوویکوف
انتون موخوویکوف (اوکراینی: Антон Володимирович Муховиков؛ زادهٔ ۲۰ ژوئن ۱۹۸۴) بازیکن فوتبال اهل اوکراین است.
از باشگاه‌هایی که در آن بازی کرده‌است می‌توان به باشگاه فوتبال تاوریا سیمفروپول، باشگاه فوتبال اوورلا اوژهورود، و باشگاه فوتبال استال آلچفسک اشاره کرد.